# Bridelieae
Bridelieae es una tribu de la familia Phyllanthaceae. Comprende dos géneros.

## Géneros
Bridelia
Cleistanthus